# كهفية

صب مقعر

التقوير أو الكهفية أو ربع الدائرية هو صب مقعر مقعرة ذو شكل منحني منتظم وهو جزء من دائرة، وتستخدم على نطاق واسع في الهندسة المعمارية وكذلك الأثاث وإطارات الصور والأعمال المعدنية وغيرها من الفنون الزخرفية. في وصف الأواني والأشكال المماثلة في الفخار والأعمال المعدنية والمجالات ذات الصلة، يمكن استخدام «كافيتو» لمجموعة متنوعة من المنحنيات المقعرة التي تدور حول الأشياء. تأتي الكلمة من الإيطالية، باعتبارها تصغيرًا للكهف، من اللاتينية لكلمة «جوفاء» (وهي نفس جذر الكهف). البديل العامي هو «كوف»، وغالبًا ما يستخدم حيث تنحني الجدران الداخلية في الأعلى للانتقال إلى السقف، أو للكهوف «المقلوبة» عند قواعد العناصر.

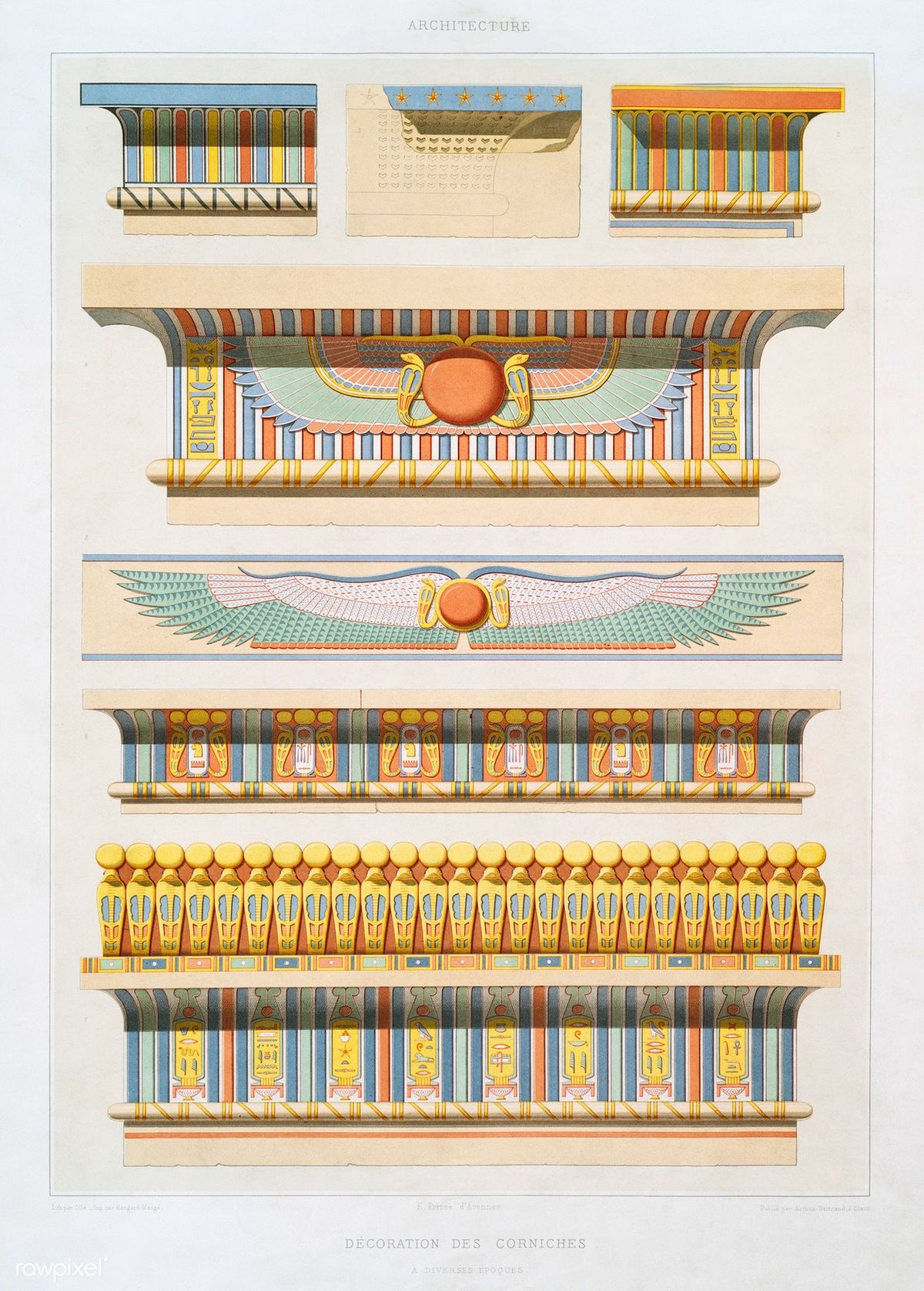
رسوم إيضاحية لأمثلة مختلفة من الأفاريز المصرية القديمة، وكلها بها نقوش صغيرة

إن قالب الكافيتو هو عكس الشكل المحدب، المنتفخ، أوولو، وهو أمر شائع بنفس القدر في تقاليد العمارة الكلاسيكية الغربية. كلاهما يجلب السطح للأمام، وغالبًا ما يتم دمجه مع عناصر أخرى للصب المقعر. عادة ما تحتوي على منحنى من خلال حوالي ربع دائرة (90 درجة). يُعرف القالب المقعر لنصف دائرة كاملة تقريبًا باسم «سكوتيا».
يعتبر الكورنيش البارز عنصرًا بسيطًا من الزخرفة في العمارة الكلاسيكية، وهو سمة مشتركة للعمارة القديمة لمصر القديمة والشرق الأدنى القديم.

## عمارة
استخدمت العمارة المصرية القديمة بشكل خاص قوالب الكافيتو الكبيرة كإفريز، مع وجود شريحة قصيرة فقط (وجه عمودي عادي) أعلاه، وصب طارة (نصف دائرة محدبة) أدناه. يُعرف هذا الكورنيش أحيانًا باسم «الكورنيش المصري» أو «الجوف واللفائف» أو «الكورنيش الخانق»، وقد تم اقتراحه ليكون بمثابة ذكريات في العمارة الحجرية للاستخدام البدائي لعناقيد القصب المربوطة كدعم للمباني، وزن السقف ثني قممها للخارج.

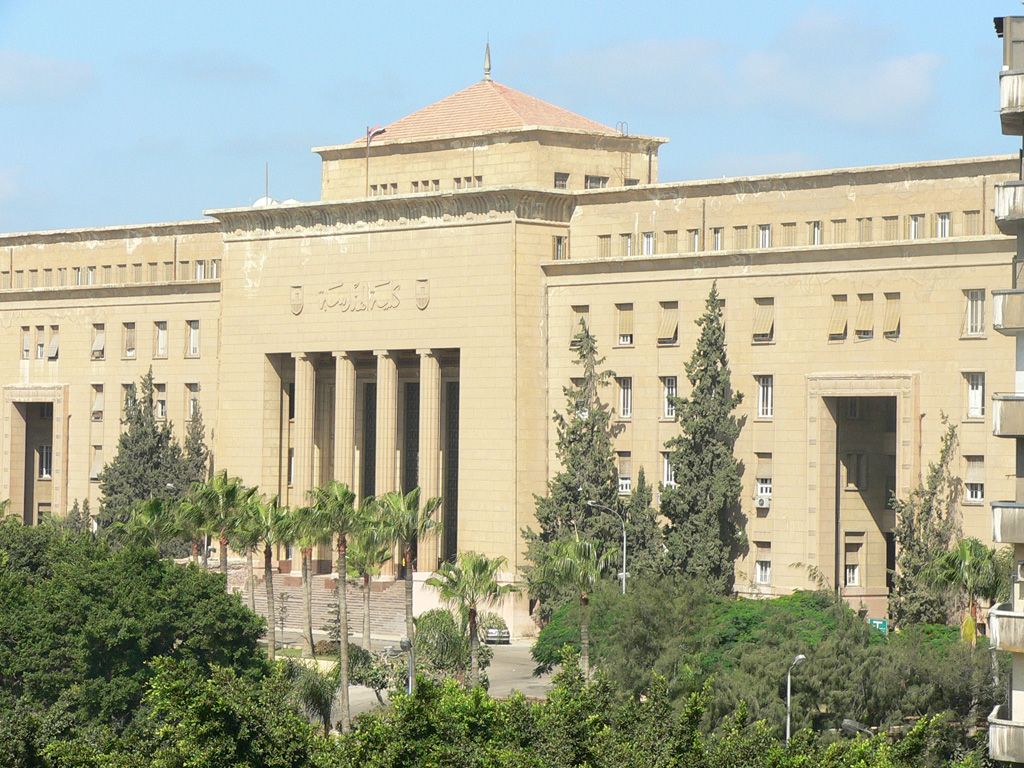
مبنى الإدارة في كلية الهندسة جامعة الإسكندرية في مصر، ويظهر فيه أسلوب صب الإفريز المقعر على الواجهة

العديد من أنواع التيجان المصرية للأعمدة عبارة عن تجاويف تدور حول العمود، غالبًا مع زخارف إضافية. وتشمل هذه الأنواع المعروفة باسم «تيجان الجرس» أو «تيجان البردي». غالبًا ما يتم إعادة إنتاج هذه الميزات في العمارة المصرية القديمة، كما هو الحال في مبنى كلية الهندسة جامعة الإسكندرية في مدينة الإسكندرية المصرية.

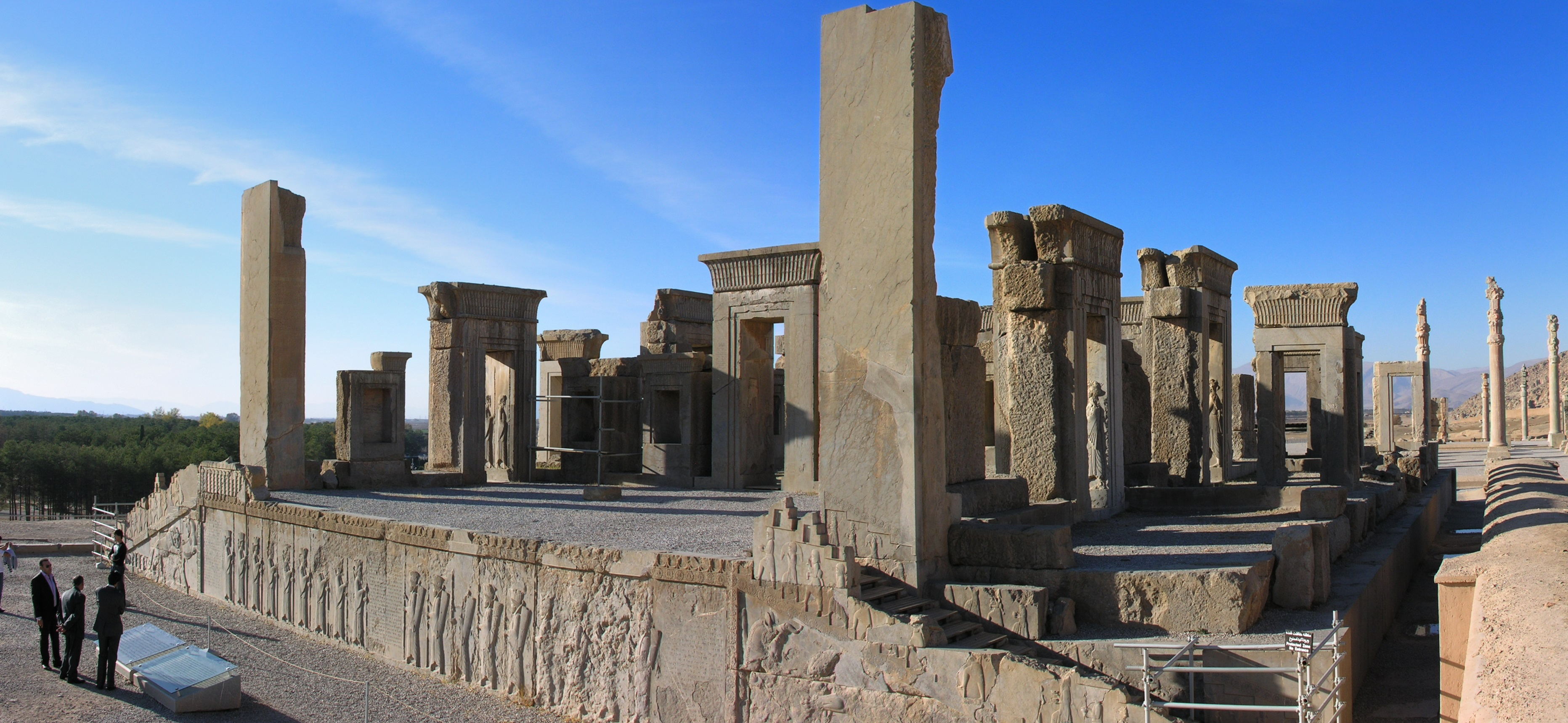
قصر تاشارا لداريوس الأول في برسيبوليس، اكتمل عام 486 قبل الميلاد

أثر الكورنيش، الذي غالبًا ما يشكل أقل من ربع دائرة، على جيران مصر، كما يظهر في العمارة اليونانية المبكرة، ويُرى في سوريا وإيران القديمة، على سبيل المثال في قصر تاشارا لداريوس الأول في برسيبوليس، اكتمل عام 486 قبل الميلاد. مستوحاة من هذه السابقة، تم إحياؤها من قبل أردشير الأول (حكم من 224 إلى 41 م)، مؤسس السلالة الساسانية.
حلت الكافيتو محل السيماتيوم اليوناني في العديد من المعابد الأترورية، غالبًا ما يتم رسمها بأنماط «لسان» رأسية، وتم دمجها مع «قولبة دائرية إتروسكان» المميزة، غالبًا ما يتم رسمها بالمقاييس.
كان هذا التركيز على الكافيتو مختلفًا تمامًا عن دوره في العمارة اليونانية القديمة الناضجة، حيث كانت عناصر الكافيتو صغيرة نسبيًا وخاضعة للعناصر الرأسية بشكل أساسي، مما وضع أسلوب التقليد الكلاسيكي الغربي اللاحق. غالبًا ما يكون قسم كافيتو أساسيًا مزخرفًا بشكل كبير، في العمارة القوطية غالبًا ما يخنق الشكل تحته.

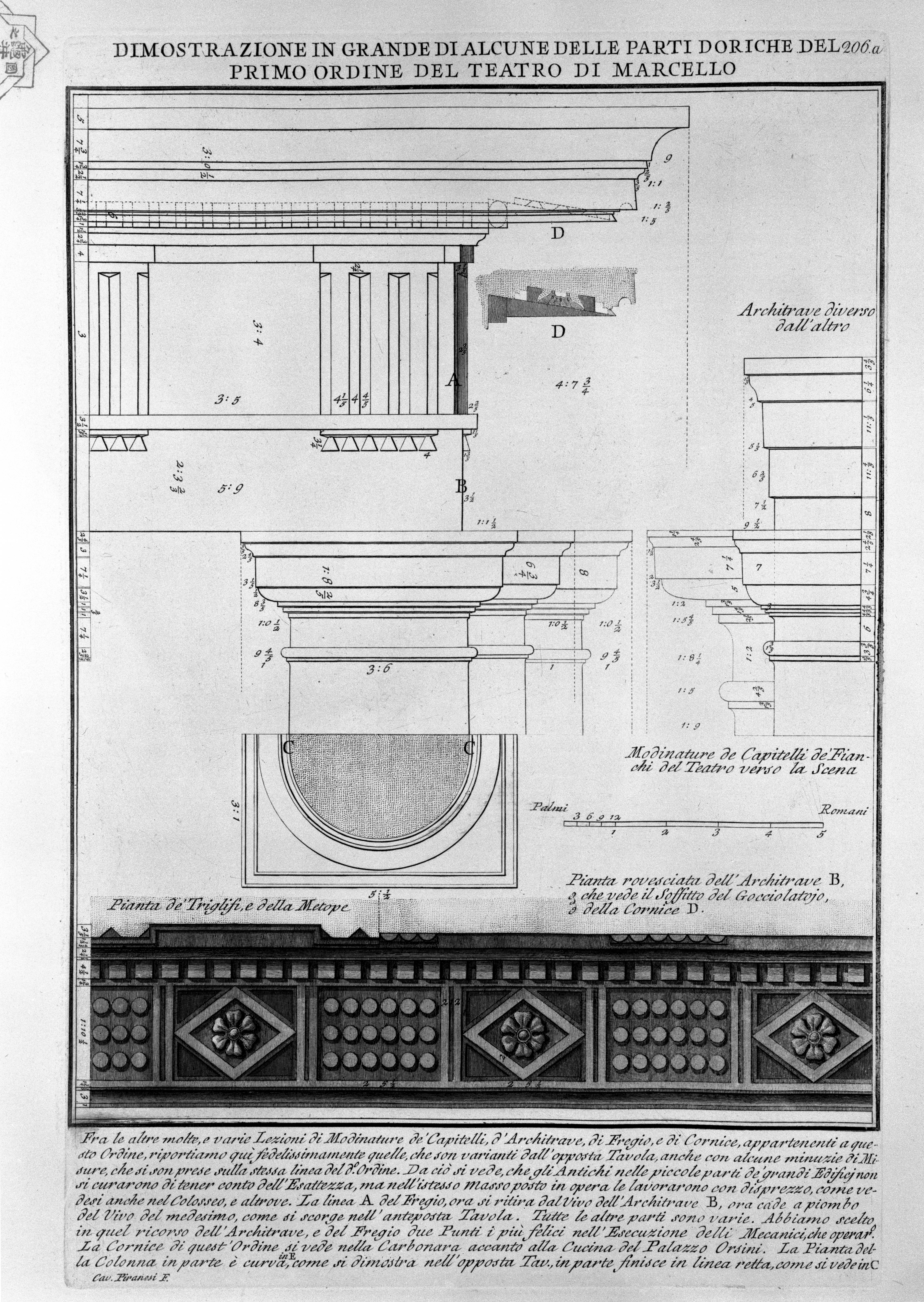
الترتيب الدوري لمسرح مارسيلوس في روما، مرسوم بواسطة جوفاني باتيستا بيرانيزي.

بشكل عام، استخدم الإغريق أكثر بكثير من صب مقعر السيما، حيث تم وضع كافيتو والبوفولو أحدهما فوق الآخر لإنتاج شكل "S"؛ كان السيماتيوم الذي يستخدم هذا جزءًا قياسيًا من الكورنيش بالترتيب الأيوني الكلاسيكي، وغالبًا ما يستخدم في مكان آخر. هناك نوعان من الأشكال، اعتمادًا على المنحنى العلوي: في المستقيم سيما يوجد الكافيتو في الأعلى، في عكس سيما البويضة. تم استخدام الكافيتو بمفرده أحيانًا في مكان سيماتيوم الكورنيش، كما هو الحال في الترتيب الدوري لمسرح مارسيلوس في روما، أحد النماذج القياسية للهندسة المعمارية الكلاسيكية التي تم إحياؤها من عصر النهضة فصاعدًا. لكن القوالب الصغيرة كانت طبيعية في أماكن مختلفة، بما في ذلك تلك المدمجة، ولم يتم تمييزها كمنطقة مميزة بخطوط أو حدود، في الجزء السفلي من عمود الأعمدة، بداية الانتقال إلى قاعدة أوسع. هذه تسمى النبوءة، أو «المسح المقعر».
شرح كلود بيرو، أحد المهندسين المعماريين في إعادة بناء لويس الرابع عشر ملك فرنسا لقصر اللوفر، وخاصة متحف اللوفر كولوناد، في كتابه المعماري للأنواع الخمسة من الأعمدة بعد طريقة القدماء (1683) لماذا استبدل الكافيتو بآخر. سيما في رسمه التوضيحي للتاج الدوري: «الكافيتو ليس بالقوة ويسهل كسره أكثر من القالب الآخر».